# Kogonada
Kogonada (Seoul, ...) è un regista, sceneggiatore e montatore statunitense.

## Biografia
Kogonada tiene molto riservate le notizie sulla sua vita privata. Si sa solo che è nato in Corea del Sud ma già da bambino si trasferì negli Stati Uniti a Chicago.
Kogonada, il cui vero nome è sconosciuto, ha preso il suo pseudonimo da Kōgo Noda, uno sceneggiatore giapponese frequente collaboratore dei film del regista Yasujirō Ozu, dichiarando di non essersi mai identificato molto con il suo nome americano, che sembra un po' 'strano da sentire, e che è molto affezionato agli eteronimi.

## Carriera
Il suo debutto alla regia è stato Columbus, film da lui anche scritto, che ha debuttato al Sundance Film Festival nel 2017. Il film ha ricevuto ampi consensi da parte della critica e ha ottenuto nomination agli Independent Spirit Awards e ai Gotham Independent Film Awards.
Nel 2021 ha scritto, diretto e montato il film di fantascienza After Yang, presentato al Festival di Cannes accolto favorevolmente dalla critica e nel 2024 è stato scelto come il 9° miglior film di fantascienza del XXI secolo da IndieWire.
Nel 2022 Kogonada ha diretto quattro episodi della prima stagione di Pachinko - La moglie coreana che ha raccolto diversi riconoscimenti, tra cui un Critics' Choice Award. 
Kogonada ha poi diretto il film fantasy romantico di prossima uscita A Big Bold Beautiful Journey - Un Viaggio Straordinario da una sceneggiatura di Seth Reiss e interpretato da Margot Robbie e Colin Farrell e uscirà negli Stati Uniti il 19 settembre 2025 e in Italia il successivo 9 ottobre.

## Filmografia

### Regista

#### Cinema
- Columbus (2017)
- After Yang (2021)
- A Big Bold Beautiful Journey - Un Viaggio Straordinario (A Big Bold Beautiful Journey), (2025)

#### Televisione
- Pachinko - La moglie coreana (Pachinko) - serie TV, 4 episodi (2022)
- The Acolyte - La seguace (The Acolyte) - serie TV, 2 episodi (2024)

### Sceneggiatore

#### Cinema
- Columbus (2017)
- After Yang (2021)

### Montatore

#### Cinema
- Columbus (2017)
- After Yang (2021)